# 抚龙小片
抚龙小片（根据《中国语言地图集》、《汉语官话方言研究》）是冀鲁官话保唐片的一个分支，分布在河北省的东北角。该小片西邻冀鲁官话保唐片蓟遵小片，南为保唐片滦昌小片，北为北京官话，东北为东北官话。

## 特征
1. 普通话的 /ʦ, ʈʂ/ 两组声母，大多读 /ʈʂ/ 组。
2. 儿化韵不卷舌而收 /ɯ/ 尾。